# یوگنی ماسکینسکوف
یوگنی ماسکینسکوف (روسی: Евгений Иванович Маскинсков؛ ۱۹ دسامبر ۱۹۳۰ – ۲۵ ژانویهٔ ۱۹۸۵) ورزشکار دو و میدانی اهل اتحاد جماهیر شوروی سوسیالیستی بود.